# Martinet de la Cardona
El Martinet de la Cardona o Martinet d'en Saguer és una antiga instal·lació metal·lúrgica al sud del nucli urbà de la població de Maçanet de Cabrenys (l'Alt Empordà), a tocar la riera de la Fraussa i el mas de La Cardona.

## Arquitectura
Es tracta de les restes d'un martinet d'estirar ferro cobertes de vegetació i situades a tocar el curs de la riera, de la que agafava aigua per al seu funcionament. De fet es conserva l'estructura on es feia voltar la roda. És de planta més o menys rectangular i presenta un encaix central vertical on se situava el mall que picava el ferro. El metall se situava damunt d'una enclusa de pedra situada a la part inferior de l'encaix. A la part superior de l'estructura hi ha un encaix rectangular probablement utilitzat per a la biga de fusta que sostenia el mall.
La construcció està bastida en pedra desbastada i sense treballar, lligada amb morter i disposada en filades més o menys regulars. Als angles i a la part superior de l'estructura hi ha carreus de pedra ben desbastats. Les refeccions són efectuades amb fragments de maons.

## Història
La primera menció històrica del martinet és al 1628 quan l'amo del mas La Cardona va vendre a Bartomeu Robert, un quart de vessana de terra per construir l'edifici situant-lo a tramuntana del mas mencionat i al peu de la ribera de Fraussa o de la Vila.
Vers el 1642, Bartomeu Aniol Robert, va tenir un plet amb en Francesc Cardona, perquè aquest acusava a Robert de haver tallat un roure propietat d'en Cardona i de que les rodes del martinet ocupaven terra fora els límits que li pertocaven. Tots dos arribaren a un pacte pel qual en Cardona venia terra a ambdues bandes del martinet, tot a vora del Fraussa.
Posteriorment, al 1743, es té constància de que Josep Robert llogà al traginer Andreu Camó la casa del martinet, amb el seu rec, resclosa i botàs i totes les posts necessàries, amb un mall i ferramenta, pel temps de 5 anys i amb els pactes següents:
"1. Que l'arrendatari, pel seu compte ha de posar a punt per treballar dit martinet, amb el mall d 'estirar i botiga per fer claus.
2. Que l'arrendatari hagi de fer un mall nou, abans que s'acabi l'arrendament, pagant-li l'arrendador el seu valor, conforme serà estimat.
3. Que el preu de l'arrendament, serà el salari d'un clavetaire de fer claus i estirar.
4. Que l'arrendatari tingui cura de la conservació de l'edifici, rec, resclosa i eines del dit martinet."
L'any 1753 es documenta la venda del martinet, propietat de Josep Robert i el seu fill Francesc, tots dos moliners, a en Jaume Saguer, traginer i al seu fill Pere Saguer, clavetaire. Des d'aquest moment el martinet adoptarà el nom de Martinet d'en Saguer.
Vint anys després, es documenta que Jaume Saguer, clavetaire, compra l'altra meitat del martinet a la viuda de Josep Saguer, que és la seva cunyada, Maria Saguer i Pumarola. En la compra també s'inclou més de la meitat de les eines i arreus d'estirar ferro i la meitat del tros de terra de sobre el botàs pel preu de 280 lliures.
Vers el 1808 es té constància que el propietari era Pau Saguer, fabricant de claus. El 1833 estava llogat a Damià Banazet, que era l'explotador de la Farga de l'Olivet. Més tard, el 1850, quan el propietari és Pere i Abdon Saguer, el martinet és arrendat a Felip i Rafael Delclòs.
Finalment el martinet cessà la seva activitat vers 1870 i nomes s'utilitzà com a taller de ferrer, per en Janot de La Cardona, que hi va fabricar petits claus i tatxes fins al 1910.